# Największe przeboje – Live
Największe przeboje – LIVE – minialbum zespołu Republika zawierający pięć nagrań z koncertu, który odbył się 5 września 1998 w klubie Bennohaus w Münster w Niemczech. Album został wydany w 2004 roku jako dodatek do 23/24 numeru czasopisma „Pani Domu” z 31 maja 2004 roku.

## Lista utworów
1. „Tak… tak… to ja” – 3:48
2. „Śmierć w bikini” – 4:28
3. „Telefony” –  4:19
4. „Biała flaga” – 4:49
5. „Sexy Doll” – 4:06

## Twórcy
- Grzegorz Ciechowski – śpiew, instrumenty klawiszowe, flet
- Zbigniew Krzywański – gitara, śpiew
- Leszek Biolik – gitara basowa, śpiew
- Sławomir Ciesielski – perkusja, śpiew

oraz
- Jerzy Tolak – manager
- Andrzej Świetlik – zdjęcie na okładce